# 哈萨克汗国

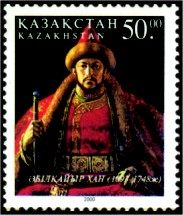
哈萨克斯坦共和国发行的阿布勒海尔汗邮票。

哈薩克汗國（羅馬化：Qazaq handyğy）是哈萨克族在1465年创建的王朝，其统治区域大约在今天哈薩克共和國一带，1847年灭亡。

## 历史
1227年，哈萨克汗国在草原上的金帐汗国内形成，即白帐汗国。1361年脱离金帐汗国后，白帐汗国在一段时间内成为独立国家，曾尝试与蓝帐汗国联合重建金帐汗国。然而，1428年金帐汗国汗巴拉克汗死后，金帐汗国支离破碎，白帐汗国本身也分裂为乌兹别克汗国和诺盖汗国（统治蒙古部落的后裔），剩余的土地再被北方的金帐汗穆罕默德汗和南方的諾蓋首領穆斯塔法汗瓜分。乌兹别克汗国统治着当今哈萨克斯坦的大部分地区，由阿布海尔汗统治，后者密谋杀死了巴拉克汗。在阿布海尔汗的领导下，乌兹别克汗国成为一个腐败、不稳定和脆弱的国家，经常出现内部问题。更糟糕的是，汗国本身遭到卫拉特人的袭击，卫拉特人掠夺了游牧定居点和主要城市，在那里他们被掠夺、破坏和屠杀平民。1457年乌兹别克人和卫拉特人达成和平，阿布海尔汗惨败，使他在乌兹别克人中名声扫地。

### 形成
哈萨克汗国的形成始于1459年，当时几个乌兹别克部落不满阿布海兒汗的统治。由巴拉克汗的儿子贾尼贝克和堂侄克列领导，在一场被称为大迁徙的事件中逃离乌兹别克汗国。两兄弟带领游牧民族前往莫卧儿斯坦（东察合台汗国），最终定居并建立了一个独立的国家。莫卧儿斯坦的可汗与他们联合起来，为他们提供支持以对抗他们的对手。大约有20万游牧民加入了贾尼贝克汗和克雷汗的运动，该运动具有巨大的力量和影响力，让阿不海尔汗感到恐惧。新的汗国很快成为莫卧儿斯坦和乌兹别克汗国之间的缓冲国。尽管贾尼别克汗和克列汗都被认为是哈萨克汗国的创始统治者，但贾尼别克汗最初拥有最多的权力。1468年，为了从阿布·海尔汗手中解放自己的土地，贾尼贝克入侵了乌兹别克汗国，引发了哈萨克独立战争。作为回应，阿布海尔汗发起了一场针对哈萨克人的运动，但在前往哲特苏的途中死亡。1473年4月克雷汗去世后，贾尼贝克汗成为唯一的统治者。
哈萨克汗国早期为控制草原与阿布海尔汗的孙子穆罕默德·谢巴尼进行斗争。1470年，哈萨克人在伊西城（今突厥斯坦）击败谢巴尼，迫使乌兹别克人向南撤退到撒马尔罕和布哈拉。1480 年，克列汗的儿子布伦杜克成为可汗。在他统治期间，哈萨克人能够召集 50,000 名圣战军队，并多次击败锡尔河沿岸的穆罕默德·谢巴尼的军队。正是在他统治期间，乌兹别克人于1500年与哈萨克人缔结和平，从而将锡尔河以北的所有前乌兹别克汗国土地都给了哈萨克汗国。
关于这些事件，16世纪的米尔咱·马黑麻·海答儿在他的书中写道：当时，阿布海尔汗在钦察-库曼联邦中行使了全部权力，但是战败后逃到伊朗一代。阿布海尔汗死后，乌兹别克的乌鲁斯陷入混乱，他们之间不断发生冲突。他们中的大多数人加入了贾尼贝克和克雷的陣營。他们约有20万人，被称为乌兹别克-哈萨克。哈萨克苏丹于870年（公元1465-1466）开始统治，他们继续在乌兹别克斯坦的大部分地区享有绝对权力，直到940年（公元1533-1534年）。

### 哈萨克汗国的扩张
哈萨克汗国的最大范围
1511年，贾尼贝克的儿子卡西姆成为可汗。在他的统治下，哈萨克汗国达到了最强大的力量，以至于占领了现代哈萨克斯坦西部领土的诺盖部落成为了它的头号敌人。1520年卡西姆成功攻占诺盖首府萨拉伊尤克，将诺盖部落推向阿斯特拉罕汗国。在卡西姆汗统治下，哈萨克汗国的疆域扩大，人口达到100万。正是在卡西姆汗统治期间，哈萨克汗国在现代欧亚舞台上获得了名气和政治影响力。卡西姆汗还成为艺术、文学和宗教的主要赞助人，使伊斯兰教在哈萨克社会中具有重要的政治和社会文化重要性。在他的统治下，俄罗斯沙皇也成为第一个与哈萨克汗国建立外交关系的大国。这样做之后，卡西姆汗确立了他作为成功领导者的声誉，因为他的帝国在西欧被称为一个崭露头角的政治实体。
波斯历史学家用波斯语撰写的“Tarikh-Safavi”手稿记载了卡西姆汗，将大部分库曼-钦察联邦置于他的绝对控制之下。手稿还描述了一支由八千名士兵组成的哈萨克小队如何帮助布哈拉的谢巴尼汗吞并伊朗城市呼罗珊。
卡西姆汗还在 1520 年制定了第一部哈萨克法律，名为“Қасым ханның қасқа жолы”（音译，“Qasım xannıñ qasqa jolı”——“卡西姆汗的光明之路”）。卡西姆汗还批准了他与帖木儿领袖巴布尔的联盟，特别是在昔班尼倒台之后，因此受到莫卧儿人和撒马尔罕民众的称赞。
1598年，哈薩克特夫克勒汗汗與布哈拉汗國交戰。在塔什干和撒馬爾罕之間的戰鬥中，哈薩克人擊敗了布哈拉軍隊。在額什木汗統治期間，布哈拉和哈薩克人之間締結了和平條約，根據該條約，哈薩克人離開了撒馬爾罕，但佔領了塔什干，突厥斯坦和錫爾河的一些城市。

## 政治
哈薩克分為大中小三玉茲。每玉茲下有若干部落。社會有七個級別。汗國最高統治者是可汗。可汗以下是三個玉茲的汗。他們是可汗的近親。汗以下是蘇丹(王子)，他是兀魯思的長官，蘇丹以下的是伯克。接着是巴圖魯即是勇士。以下是部落頭人與牧主，最低下是奴隸。家伍（阿吾勒）是最基本的社會單位，由有血緣的多戶組成，接著是氏族，接著是部落。部落接著是兀魯思，接著是三個玉茲。
法理上可汗權力無限，但支持可汗的蘇丹（王子）愈多，可汗權力愈大，因為可汗不直接管理百姓，由蘇丹代勞，有些蘇丹有將近一萬帳的百姓（通常30－40帳）。可汗要由蘇丹與伯克以及部落頭人在庫里爾台推舉才合法。小玉茲的部落有：喀剌塞克、阿達依、鐵勒吾、阿拉什、艾里木烏勒、喀剌克色克、克特，拜烏勒小玉茲的阿爾欽聯盟，即是奄蔡，其中有契丹與克契丹等等，哲德烏爾（七個部落）小玉茲在伏爾加河與烏拉爾河下游。中玉茲有乃蠻、欽察、弘吉剌、克烈、阿兒渾、瓦克、蔑兒乞與克烈一起生活。大玉茲有札剌亦兒、杜格拉特、康里，與烏孫部的遺民阿爾班、素宛、鍚爾克烈、千希克勒、契莫爾（處密）、烏沙克特、恰甫拉什特。由此大约可以推断，小玉兹和中玉兹人大部分偏近于白种人，而大玉兹人则多为突厥语族部落后裔。在历史上由于共同的地域、文化（伊斯兰教），三玉兹逐渐形成了一个稳定的共同体—哈萨克人。哈薩克汗國人分黑骨頭與白骨頭，黑骨頭是平民，白骨頭是皇族与和卓、托热。
1767年，哈萨克与清朝达成协议，牧民返回源牧场。中华民國時代，沿習清朝制度，袁世凱曾經立阿勒泰克烈部落的艾林為郡王，封烏木爾台為公，封馬米與札木爾克為貝子。再在該區實施百戶長、千戶長制度。1942年後，改為以縣長、副縣長、區長、副區長、鄉長、副鄉長、村長、保長實施，有一些部落頭人身兼這些位置。
哈薩克汗國除了蘇丹，還有巴圖魯、伯克及一種名阿克撒卡爾（白鬍子）的人，他們是長老，有時汗也受他們制肘。

## 法律
哈薩克汗國的哈斯木汗根据沙里亞法，制定第一部成文法是哈斯木法典，內容有五部分，財產法，刑事法，兵役法，使臣法，民事法。第二部是額什木法典，第三部是七項法典，即頭克法典。是處理財產和宗教問題（头克汗規定改信基督教的一律充公牲畜財產，侮辱阿拉經七人證實可處死）。

## 宗教與文化
哈薩克人信仰伊斯蘭教，但殘留了大量薩滿教與祖先崇拜痕跡，也在怛邏斯發現景教教堂。因此昔班尼汗曾唆使河中的阿訇發一個伊斯蘭教令，認為汗有義務對哈薩克人發動聖戰，因為他們是異教徒，实际上哈萨克人是穆斯林民族。
哈薩克人在作戰時有高喊口號鼓舞士氣的習慣，最先的口號是阿拉什，這人被認為是哈薩克人始祖，其後是阿布賚。

## 哈薩克汗國可汗
- Kerei 克列（1456－1468）
- Zhanibek 賈尼別克（1468－1480）
- Buryndyq 巴蘭杜黑（1480－1511）
- Qasym 哈斯木（1511－1518）
- Mamash 馬馬什（1518－1523）
- Taiyr 塔希爾（1523－1529）
- Buidash 拜答什（1529－1533）
- Ahmed 阿赫默德（1529－1533）
- Togym 托古木（1533－1538）
- Khak-Nazar 哈克納扎爾汗（1537－1580）
- Shygai 昔凱（1580－1582）
- Tauekel 特夫克勒（1586－1598）
- Esim 額什木汗（1598－1628）
- Salqam Zhangir 揚吉爾汗（1629－1680）
- Tauke 頭克汗（1680－1718），他是哈薩克汗國被準噶爾入侵前最後一位統一的哈薩克汗
- Qaiyp 哈伊甫（1718－1719），他是阿布勒海爾最大對手
- Bolat 不剌德（1719－1728）
- Abylmambet（1728－1737）
- Abylai 阿布賚（1771－1781），統一全哈薩克汗國
- Vali 瓦里汗（1781－1818）
- Kenesary 克涅薩熱（1841－1847），他殉難後，哈薩克汗國亡國

大玉兹
- 卓勒巴尔斯（1730－1740）

中玉兹
- 巴拉克蘇丹（1730－1750）
- 赛买克汗（1730－1736）
- 阿不勒班毕特（1736－1769）
- 库恰克速檀（1750－1780）
- 杭和卓（1780－1808）
- 阿比里斯（1780－1783）
- 布普（1783－？）

小玉兹
- 凯普
- 巴特尔
- 阿布勒海尔（1730－1748）
- 努拉里（1748－1790）
- 艾拉里（1790－1794）
- 伊施姆速檀（1794－1797）
- 艾楚瓦克（1797－1805）
- 丘列速檀（1805－1809）
- 希哈孜（1812－1824）

布克依斡耳朵
- 布克依（1816－1818）
- 昔格海（1818－1824）
- 扬吉尔（1824－1845）

## 資料來源
- 哈薩克斯坦:趙常慶
- 哈薩克族文化史:蘇北海
- 中華文化通典:第三典:哈薩克